# Parafia Miłosierdzia Bożego w Harasiukach
Parafia Miłosierdzia Bożego w Harasiukach – parafia należąca do dekanatu Biłgoraj – Południe diecezji zamojsko-lubaczowskiej. 
Parafia erygowana 25 lutego 1981 roku przez biskupa lubelskiego Bolesława Pylaka. Prowadzą ją księża diecezjalni. 
Do parafii należą: Harasiuki, Derylaki, Łazory (część) oraz Rogóźnia.